# Ryder Hesjedal
Ryder Hesjedal (født 9. december 1980 i Victoria, British Columbia) er en canadisk tidligere cykelrytter. Han er en tidligere mountainbikerytter som blandt andet har sølvmedalje fra U23-VM i 2001. I 2005 blev han professionel på Discovery Channel efter flere år på Rabobanks amatørhold.
Han var en stærk klatrer og temporytter og blev udtaget til Giro d'Italia 2005 for at hjælpe Paolo Savoldelli til at vinde, men han fuldførte ikke. Efter 2005-sæsonen forlod han Discovery Channel til fordel for Phonak. Med Phonak opnåede han blandt andet en fjerdeplads i Katalonien Rundt og blev nummer to i enkeltstart i det canadiske mesterskab. Senere den sæson blev han udtaget til Vuelta a España hvor han gjorde det godt, men forlod løbet halvvejs for at forberede sig til VM i Salzburg som ikke blev nogen stor succes. Phonak blev lukket, og han signerede for Health Net Pro Cycling Team Presented by Maxxis. Fra 2008-sæsonen cyklede han for Garmin-Slipstream.